# Ърл Монро
Върнън Ърл Монро (на английски: Vernon Earl Monroe), роден на 21 ноември 1944 г. във Филаделфия, САЩ, е бивш американски баскетболист, плеймейкър, известен с изящния си стил на игра, включващ дрибъл, изумителни подавания и много новаторски движения. Неговите прякори са „Перлата“, „Черния магьосник“, а по уличните игрища в родния си град Филаделфия е известен още и като „Черния Исус“.

## Кариера
Още в гимназията Ърл Монро се е превърнал в легенда във Филаделфия. Съотборниците му в училищния отбор във Филаделфия го наричат „Томас Едисън“, заради многото нови движения, които е измислял по време на игра.
Монро постъпва да учи в Университета на Уинстън Салем, Северна Каролина, който участва във втората дивизия на университетския шампионат. В последната си година като студент (1967 г.) Монро постига невероятните 41.5 точки средно на мач и извежда отбора си до титлата в шампионата на втората дивизия.

### Балтимор Булетс
През 1967 г. Монро е избран под № 2 в драфта на новобранцитие от отбора на Балтимор Булетс (сега Вашингтон Уизардс). В първия си сезон сред професионалистите Перлата постига по 24.3 точки средно на мач и е избран за най-добър новобранец в лигата. В среща от редовния сезон срещу Лос Анджелис Лейкърс отбелязва 56 точки, което все още е третото най-добро постижение за новобранец и до 2006 г. бе клубен рекорд, когато е подобрен от Джилбърт Аринас.
През 1968 г. Балтимор привлича центъра Уес Ънселд и заедно с Монро двамата извежда отбора до плейофите, където обаче отстъпват в първия кръг д 0 – 4 победи пред Ню Йорк Никс. През следващия сезон Балтимор отново стига до плейофите и отново е отстранен в първия кръг от Ню Йорк, но този път с 3 – 4 победи. През 1971 г. Монро, Ънселд и Балтимор обаче успяват да преодолеят Ню Йорк, след като ги побеждават във финалите на Източната конференция с 4 – 3 победи. Във финалите на лигата обаче Куршумите са пометени с 4 – 0 победи от Милуоки Бъкс, воден от Лю Алсиндор (по-късно известен като Карийм Абдул-Джабар) и Оскар Робъртсън.

### Ню Йорк Никс
Независимо от успешния сезон и достигането до финалите на НБА Монро иска да напусне Балтимор и през 1971 г. е разменен за двама баскетболисти от най-големия съперник на Куршумите по онова време – Ню Йорк. Така Перлата става партньор в гардовата двойка с Уолт Фрейзър, с който са водили епични дуели през последните три години в плейофите. Медиите и публиката в Ню Йорк веднага наричат новосформирания тандем „Ролс Ройс“.
Монро и Фрейзър не разочароват големите очаквания и още в първия си сезон заедно с центъра Уилис Рийд извеждат Ню Йорк до финалите, където обаче отстъпват с 1 – 4 победи пред един от най-добрите отбори в историята на лигата – Лос Анджелис Лейкърс на Уилт Чембърлейн и Джери Уест, който по-рано през сезона поставя абсолютния рекорд не само в НБА, но и във всички американски професионални лиги, от 33 поредни победи. През следващата година обаче Ню Йорк взима реванш и печели титлата след 4 – 1 победи срещу Лейкърс на финала.
През 1974 г. Ню Йорк достига до финалите на Източната конференция, където обаче е отстранен с 1 – 4 победи от Бостън Селтикс. След края на сезона Рийд се оттегля от баскетбола, което в комбинация с възрастта и контузиите на Монро обричат на посредственост Ню Йорк. Монро слага край на кариерата си през 1980 г. на 35-годишна възраст.
За 13 сезона в НБА Монро печели една шампионска титла (1973), веднъж е избиран в идеалната петорка на лигата, както и има 4 участия в Мача на звездите (1969, 1971, 1975 и 1977).
През 1990 г. Маравич е приет в Залата на славата на баскетбола. През 1996 г. е избран сред 50-те най-добри баскетболисти в историята на НБА.
Екипът с номер 10, с който играе в Балтимор е изваден от игра в негова чест, както и екипа с номер 15, с който играе в Ню Йорк.